# Piodèrmia gangrenosa
La piodèrmia gangrenosa és una malaltia que causa una necrosi de la pell i teixit subcutani, produint-se, així, profundes úlceres cròniques, generalment a les cames. Les úlceres inicialment i generalment semblen picades d'insectes o petites pàpules, per evolucionar a grans úlceres. Malgrat que les úlceres poques vegades porten a la mort, poden causar dolor i cicatrius.
La malaltia va ser identificada el 1930. Afecta aproximadament 1 de cada 100.000 persones. Encara que pot afectar persones de qualsevol edat, afecta sobretot a la cinquena i sisena dècades de la vida.

## Causes
Encara que l'etiologia no es coneix bé, la malaltia es creu que és degut a una disfunció del sistema immunitari, i el funcionament particularment inadequat dels neutròfils.
Almenys la meitat de tots els pacients amb piodèrmia gangrenosa també pateixen malalties que afecten a la seva funció sistèmica; així poden presentar:
- Malalties inflamatòries dels budells: colitis ulcerosa, malaltia de Crohn
- Artritis: artritis reumatoide, poliartritis simètrica seronegativa
- Malalties hematològiques: mieloma múltiple o gammapatia monoclonal, leucèmia mieloide crònica, leucèmia de cèl·lules piloses, mielofibrosi.

També pot ser part d'una síndrome, per exemple, la síndrome PAPA (piodèrmia gangrenosa, artritis purulenta i acne). Els traumatismes de major o menor importàncies es creu que també hi poden tenir un paper.

## Tipus
Hi ha dos tipus principals de piodèrmia gangrenosa:
- "Típica" la forma ulcerosa, que es produeix a les cames.
- "Atípica" una forma més superficial que es presenta a les mans i altres parts del cos.

## Tractament
El tractament de primera línia per a les instàncies disseminades o localitzades de la piodèrmia gangrenosa és un tractament sistèmic amb glucocorticoides i ciclosporina. L'aplicació tòpica de clobetasol, mupirocina, i gentamicina alternat amb tacrolimús pot ser eficaç. Pot ser necessària la neteja quirúrgica de l'úlcera o de les àrees necròtiques.